# 이영현 (기자)
이영현(1970년 1월 ~ )은 대한민국 KBS 소속 기자이다.

## 경력
- 1997년 : KBS 기자
- KBS 보도본부 보도국 국제부 기자
- KBS 보도본부 보도국 경제부 기자
- KBS 보도본부 보도국 사회2부 기자
- KBS 보도본부 보도국 정치부 기자
- KBS 보도본부 보도국 탐사제작부 기자
- 2013년 10월 ~ 2018년 4월 : KBS 앵커
- 2020년 9월 ~ 2023년8월 : KBS 미국 로스앤젤레스 특파원

## 방송
| 연도             | 방송사 | 프로그램                    | 담당 | 비고                               |
| ---------------- | ------ | --------------------------- | ---- | ---------------------------------- |
| 2005             | KBS1   | 특파원 현장보고 세계를 가다 | 진행 | 2005년 5월 5일 ~ 10월 27일         |
| 2013 ~ 2016      | KBS1   | KBS 뉴스라인                | 진행 | 2013년 10월 21일 ~ 2016년 4월 22일 |
| 2016 ~ 2017 2018 | KBS2   | KBS 아침뉴스타임            | 진행 |                                    |

## 수상
- 2003년 건설교통부 장관 교통봉사상
- 2010년 한국방송대상 보도기자상
- 2013년 BJC 기획 보도부문 보도상
- 2013년 제62회 이달의 방송기자상 기획다큐부문
- 2014년 제8회 KBCSD 언론상 TV영상부문 대상
- 2015년 제26회 바른말 보도상